# 체탄 바갓
체탄 바갓(힌디어: Chetan Bhagat, 1974년 4월 22일 ~ )은 인도의 소설가, 칼럼니스트이다. 영화화된 데뷔작 《세 얼간이》(2004)로 유명하다.

## 학력
인도 명문 대학인 인도 공과대학교 델리에서 기계공학 학사학위를 받았고, 인도 경영대학원 아마다바드에서 MBA 학위를 받았다.

## 저작
| 연도 | 제목                   | 원제                        | 비고 |
| ---- | ---------------------- | --------------------------- | ---- |
| 2004 | 세 얼간이              | Five Point Someone          |      |
| 2005 | 콜 센터에서의 하룻밤   | One Night @ the Call Center |      |
| 2008 | 내 인생의 세 가지 실수 | The 3 Mistakes of My Life   |      |
| 2009 | 두 개 주에서 온 연인   | 2 States                    |      |
| 2011 | 혁명 2020              | Revolution 2020             |      |
| 2014 | 반쪽짜리 여자친구      | Half Girlfriend             |      |
| 2016 | 한 꼬마 인디언 소녀    | One Indian Girl             |      |